# 3 000 mètres féminin aux championnats du monde d'athlétisme 1991
Navigation
Rome 1987 Stuttgart 1993
L'épreuve du 3 000 mètres féminin des championnats du monde d'athlétisme 1991 s'est déroulée les 24 et 26 août 1991 dans le Stade olympique national de Tokyo, au Japon. Elle est remportée par la Soviétique Tatyana Samolenko.

## Résultats

### Finalistes
| Rang               | Athlète            | Pays             | Temps         | Notes |
| ------------------ | ------------------ | ---------------- | ------------- | ----- |
| Médaille d'or      | Tetyana Dorovskikh | Union soviétique | 8 min 35 s 82 |       |
| Médaille d'argent  | Yelena Romanova    | Union soviétique | 8 min 36 s 06 |       |
| Médaille de bronze | Susan Sirma        | Kenya            | 8 min 39 s 41 | AR    |
| 4                  | Päivi Tikkanen     | Finlande         | 8 min 41 s 30 |       |
| 5                  | Margareta Keszeg   | Roumanie         | 8 min 42 s 02 |       |
| 6                  | Roberta Brunet     | Italie           | 8 min 42 s 64 |       |
| 7                  | Judi St. Hilaire   | États-Unis       | 8 min 44 s 02 |       |
| 8                  | Annette Peters     | États-Unis       | 8 min 44 s 02 |       |
| 9                  | Gitte Karlshøj     | Danemark         | 8 min 44 s 35 |       |
| 10                 | Yvonne Murray      | Royaume-Uni      | 8 min 44 s 52 |       |
| 11                 | Alison Wyeth       | Royaume-Uni      | 8 min 44 s 73 |       |
| 12                 | Pauline Konga      | Kenya            | 8 min 46 s 66 |       |
| 13                 | Lyudmila Borisova  | Union soviétique | 8 min 51 s 49 |       |
| 14                 | Shelly Steely      | États-Unis       | 8 min 53 s 70 |       |
| 15                 | Marie-Pierre Duros | France           | 9 min 08 s 31 |       |

## Légende
Records et Performances
- AR : Record continental (area record)
- CR : Record des championnats (championship record)
- MR : Record du meeting (meet record)
- NR : Record national (national record)
- OR : Record olympique (olympic record)
- PR : Record paralympique (paralympic record)
- PB : Record personnel (personal best)
- SB : Meilleure performance personnelle de la saison (season's best)
- WL : Meilleure performance mondiale de l'année (world leader)
- WJR : Record du monde junior (world junior record)
- WR : Record du monde (world record)

Circonstances et Conditions
- DNF : N'a pas terminé (did not finish)
- DNS : N'a pas pris le départ (did not start)
- DQ : Disqualification (disqualification)
- NM : Aucun essai valable enregistré (No Mark)
- Q : Qualifié « directement » au prochain tour (ou à la prochaine compétition), lors d'une compétition majeure, grâce au classement ou à la réalisation des minima (automatic qualifier)
- q : Qualifié au prochain tour (ou à la prochaine compétition), lors d'une compétition majeure, grâce au repêchage ou à la réalisation de l'une des meilleures performances parmi celles des « non qualifiés directement » (grâce au meilleur temps ou à la meilleure distance par exemple) (secondary qualifier)